# Xã Spring Creek, Quận Mahaska, Iowa
Xã Spring Creek (tiếng Anh: Spring Creek Township) là một xã thuộc quận Mahaska, tiểu bang Iowa, Hoa Kỳ. Năm 2010, dân số của xã này là 1.583 người.